# Lettres de la guerre
Pour plus de détails, voir Fiche technique et Distribution.
Lettres de la guerre (Cartas da Guerra) est un film dramatique portugais écrit et réalisé par Ivo Ferreira, sorti en 2016 et dont le scénario est adapté du roman D'este viver aqui neste papel descripto: cartas da guerra d'António Lobo Antunes.
Le film est présenté en sélection officielle à la Berlinale 2016. Il obtient 9 Prix Sophia dont ceux de meilleur film, meilleur réalisateur, meilleur scénario adapté et meilleure photographie, ainsi que le Globo de Ouro du meilleur film portugais.

## Fiche technique
- Réalisateur : Ivo Ferreira
- Scénario : Edgar Madina, Ivo Ferreira, d'après le roman « D'este Viver Aqui Neste Papel Descripto. Cartas da Guerra » d'António Lobo Antunes
- Producteurs : Sandro Aguilar, Luis Urbano
- Directeur de la photographie : João Ribeiro
- Décors : Nuno Mello
- Montage : Sandro Aguilar
- Costumes : Lucha D'Orey
- Son : Tiago Matos
- Sortie en France : 12 avril 2017

## Distribution
- Miguel Nunes : António
- Ricardo Pereira  :
- Margarida Vila-Nova : Maria José
- Tiago Aldeia :
- Welket Bungué :
- Simão Cayatte :
- João Arrais :
- Pedro Ferreira :
- Tiago Manaïa :
- Gonçalo Carvalho :
- Isac Graça :
- João Pedro Mamede :
- João Pedro Vaz :
- João Veloso :
- Nicolas Brites :
- Sérgio Sá Cunha :